# Albuquerque Isotopes
Albuquerque Isotopes är en professionell basebollklubb som spelar i Pacific Coast League, en farmarliga på den högsta nivån (AAA) under Major League Baseball (MLB). Klubben är hemmahörande i Albuquerque i New Mexico i USA.
Moderklubb är sedan 2015 Colorado Rockies.

## Historia

### Dallas Griffins/Giants/Marines/Submarines/Steers/Rebels/Eagles/Rangers
Klubben grundades 1902 i Dallas i Texas och fick namnet Dallas Griffins. Klubben spelade då i den nybildade Texas League.
Efter bara en säsong bytte klubben namn till Dallas Giants. Den säsongen vann klubben ligan för första gången.
1919 bytte klubben namn till Dallas Marines, men detta namn behölls bara en säsong innan det ändrades till Dallas Submarines.
1922 bytte klubben namn till Dallas Steers.
1939 bytte klubben namn till Dallas Rebels.
1943-1945 låg Texas League nere på grund av Andra världskriget.
1948 bytte klubben namn till Dallas Eagles.
1958 bytte klubben namn till Dallas Rangers. Året efter bytte klubben upp sig till American Association, när den ligan utvidgades.

### Dallas-Fort Worth Rangers
1960 slogs klubben ihop med Fort Worth Panthers från Fort Worth i Texas och den nya klubben fick namnet Dallas-Fort Worth Rangers. Tanken var att klubben skulle komma med i Continental League, en ny så kallad major league som skulle börja spela 1961. När de existerande major leagues American League och National League bestämde sig för att utöka antalet klubbar föll planerna på att starta Continental League och klubben stannade i stället kvar i American Association. Man spelade sina hemmamatcher i både Dallas och Fort Worth.
När American Association lades ned efter 1962 års säsong bytte klubben liga igen, nu till Pacific Coast League.

### Dallas Rangers igen
1964 delades klubben upp i en Dallas- och en Fort Worth-klubb igen. Dallas-klubben återtog namnet Dallas Rangers och fick fortsätta i Pacific Coast League, medan Fort Worth-klubben gick till Texas League.

### Vancouver Mounties
1965 flyttades klubben till Vancouver i British Columbia i Kanada och bytte namn till Vancouver Mounties.

### Salt Lake City Bees/Angels/Gulls
1970 flyttades klubben till Salt Lake City i Utah och bytte namn till Salt Lake City Bees. Efter bara en säsong bytte klubben namn till Salt Lake City Angels.
1975 bytte klubben namn till Salt Lake City Gulls.

### Calgary Cannons
1985 flyttades klubben till Calgary i Alberta i Kanada och bytte namn till Calgary Cannons.
Den slitna hemmaarenan, den lågt värderade kanadensiska dollarn och det dåliga vädret i Calgary medförde till slut att klubben inte kunde stanna kvar i Calgary.

### Albuquerque Isotopes
2003 flyttades klubben till Albuquerque och bytte namn till Albuquerque Isotopes.

## Hemmaarena
Hemmaarena är sedan flytten till Albuquerque 2003 Isotopes Park.
I Dallas spelade man i Gaston Park, Gardner Park och Burnett Field, i Fort Worth i LaGrave Field, i Vancouver i Capilano Stadium, i Salt Lake City i Derks Field och i Calgary i Foothills Stadium.

## Övrigt
Klubbens namn har sitt ursprung i Simpsons-avsnittet Hungry, Hungry Homer från 2001. I avsnittet vill Springfield Isotopes ägare flytta klubben till Albuquerque, något som Homer Simpson protesterar mot genom en hungerstrejk. När Calgary Cannons flyttade till Albuquerque 2003 fick fansen rösta om smeknamnet och Isotopes vann med 67 % av rösterna. Klubben har dock inget avtal med TV-bolaget Fox eller personerna bakom TV-serien.
Smeknamnet Isotopes är också passande eftersom de första kärnvapenproverna i historien gjordes i New Mexico.